# Brunfelsia portoricensis
Brunfelsia portoricensis ist eine Art aus der Sektion Brunfelsia der Gattung Brunfelsia. Die Pflanzen kommen endemisch auf Puerto Rico vor.

## Beschreibung
Brunfelsia portoricensis ist ein unbehaarter Strauch mit einer Wuchshöhe von 1 bis 3 m. Die relativ kräftigen Zweige sind dicht mit Laubblättern besetzt. Die Laubblätter sind lederig, schmal langgestreckt bis umgekehrt lanzettlich oder eiförmig. Sie werden 7 bis 15 cm lang und 1 bis 5 cm breit. Sie sind nach vorn hin zugespitzt oder spitz zulaufend und an der Basis eingeengt bis stumpf an der Basis. Die Adern sind aufsteigend gerichtet, auf der Oberseite ist die Mittelrippe eingedrückt. Die Oberseite ist glänzend grün, die Unterseite ist matt hellgrün. Die Blattstiele sind kräftig, 3 bis 6 mm lang.
Die Blüten stehen in Dolden oder einzeln, endständig oder in der Achseln. Die Blütenstiele sind weniger als 1,5 mm lang. Der Kelch ist röhrenförmig-zylindrisch und 3 bis 4,5 cm lang. Er ist unregelmäßig und bis fast zur Mitte in zwei zugespitzte Zipfel aufgespalten. Die weiße Krone besitzt eine recht kräftige, feinflaumig behaarte Kronröhre mit einer Länge von 6 bis 9 cm. Der Kronsaum hat einen Durchmesser von 6,5 cm oder auch mehr und ist mit gerundeten, abstehenden Zipfeln besetzt. Die vier Staubblätter stehen in zwei Paaren.
Die Früchte sind gelb, nahezu kugelförmig und misst knapp 3 cm im Durchmesser. Die Samen sind elliptisch, braun und etwa 5 mm groß.

## Vorkommen
Brunfelsia portoricensis ist endemisch auf Puerto Rico. Dort wächst die Art in den östlichen Bergen in Wäldern mittlerer und höherer Lagen in 500 bis 600 m Höhe.